# Maladie de Marchiafava-Bignami
 Mise en garde médicale
La maladie de Marchiafava-Bignami est une maladie neurologique d'apparition progressive caractérisée par la démyélinisation puis la nécrose et l'atrophie du corps calleux, le moyen d'union entre les différentes parties du cerveau.

## Histoire
Elle a été décrite pour la première fois par deux médecins italiens, Amico Bignami et Ettore Marchiafava, chez un italien, buveur de Chianti,. Lors de l’autopsie, réalisée sur ce patient, Marchiafava et Bignami ont remarqué que les deux tiers du corps calleux étaient nécrosés.

## Causes
Cette maladie est classiquement associée avec l'alcoolisme chronique et parfois avec des carences nutritionnelles.

## Symptômes
On retrouve une démence avec mutisme akinétique ainsi que des troubles de la marche (astasie-abasie), une dysarthrie et une hypertonie. Plus rarement, le tableau est celui d'une encéphalopathie avec confusion puis coma.